# Phương phụng
Phương phụng (danh pháp khoa học: Bidens leucorrhiza) là một loài thực vật có hoa trong họ Cúc. Loài này được (Lour.) DC. mô tả khoa học đầu tiên năm 1836.